# Johanna Saarinen
Johanna Maria Saarinen-Salomaa (* 8. September 1973 in Köyliö) ist eine ehemalige finnische Biathletin.
Johanna Saarinen startete für Köyliön Lallit. Sie bestritt ihre erste internationale Meisterschaften im Rahmen der Weltmeisterschaften 1991 in Lahti und wurde 34. im Sprint. Mit Seira Hyyitäinen und Tuija Sikiö wurde sie als Startläuferin der Staffel Achte. Zum Höhepunkt der Karriere wurden die Olympischen Winterspiele 1992 in Albertville, wo Biathlon für Frauen erstmals olympisch war. Saarinen startete zunächst im Sprint, wo sie 53. wurde und dabei sowohl im Stehend- wie im Liegendanschlag jeweils zwei Scheiben verfehlte. Besser lief es für die Finnin im Einzel, wo sie nur beim zweiten Schießen dreimal nicht traf und am Ende auf den 45. Platz lief. Bei den Juniorenweltmeisterschaften 1993 in Ruhpolding gewann sie mit Annuka Mallat und Katja Holanti den Titel im Mannschaftsrennen.

## Weltcup-Platzierungen
Die Tabelle zeigt alle Platzierungen (je nach Austragungsjahr einschließlich Olympische Spiele und Weltmeisterschaften).
- 1.–3. Platz: Anzahl der Podiumsplatzierungen
- Top 10: Anzahl der Platzierungen unter den ersten zehn (einschließlich Podium)
- Punkteränge: Anzahl der Platzierungen innerhalb der Punkteränge (einschließlich Podium und Top 10)
- Starts: Anzahl gelaufener Rennen in der jeweiligen Disziplin

| Platzierung                                                                                                | Einzel | Sprint | Verfolgung | Massenstart | Team | Staffel | Gesamt |
| --- | ------ | ------ | ---------- | ----------- | ---- | ------- | ------ |
| 1. Platz                                                                                                   |        |        |            |             |      |         |        |
| 2. Platz                                                                                                   |        |        |            |             |      |         |        |
| 3. Platz                                                                                                   |        |        |            |             |      |         |        |
| Top 10 |        |        |            |             |      |         |        |
| Punkteränge                                                                                                |        |        |            |             |      |         |        |
| Starts | 1      | 2      |            |             |      |         | 3      |
| Stand: Karriereende, einschließlich Weltmeisterschaften und Olympischen Spielen, Daten wohl nicht komplett |        |        |            |             |      |         |        |

## Belege
1. ↑  Ergebnisse (Memento des Originals vom 29. Januar 2017 im Internet Archive)  Info: Der Archivlink wurde automatisch eingesetzt und noch nicht geprüft. Bitte prüfe Original- und Archivlink gemäß Anleitung und entferne dann diesen Hinweis.

| Personendaten    | Personendaten |
| ---------------- | --- |
| NAME             | Saarinen, Johanna |
| ALTERNATIVNAMEN  | Saarinen-Salomaa, Johanna Maria; Salomaa, Johanna Maria; Saarinen, Johanna Maria; Saarinen, Johanna; Salomaa, Johanna; Saarinen-Salomaa, Johanna |
| KURZBESCHREIBUNG | finnische Biathletin |
| GEBURTSDATUM     | 8. September 1973 |
| GEBURTSORT       | Köyliö |